# 593-й отдельный транспортный полк ВВС ВМФ
593-й отдельный транспортный авиационный полк ВВС ВМФ — воинская часть Военно-воздушных сил (ВВС) ВМФ СССР, принимавшая участие в боевых действиях Советско-японской войны, Корейской войны.

## История наименований полка (подразделения)
- 16-й отдельный транспортный отряд,
- 122-я отдельная транспортная авиационная эскадрилья,
- 593-й отдельный транспортный авиационный полк,
- 71-я отдельная транспортная авиационная эскадрилья,
- Войсковая часть (полевая почта) 49271.

## Задачи
Транспортные перевозки личного состава и грузов в интересах командования Тихоокеанского флота, перевозка руководства ТОФ, парашютное десантирование подразделений морской пехоты Тихоокеанского флота, визуальная и радиотехническая разведка в акватории Тихого океана (для чего имелись специализированные самолёты-разведчики), аварийно-спасательное обеспечение (Ан-12ПС), облёт средств радиотехнического обеспечения аэродромов ТОФ (Ан-26 «Стандарт»).

## История полка
Сформирован в 1936 году как 16-й отдельный транспортный отряд на аэродромах Воздвиженка и Романовка, выполняя грузоперевозки в интересах командования ТОФ. В 1938 году в отряд были переданы из 4-го МТАП самолёты ТБ-1 и ТБ-3.
8 октября 1941 года на базе 16-го ОТАО на аэр. Романовка сформирована 122-я отдельная транспортная авиационная эскадрилья на самолётах ТБ-1 и ТБ-3.
в 1945 году 122-я ОТАЭ базируется на аэродромах Южная Угловая и Вторая Речка. На вооружении эскадрильи стоят Ли-2, МП-1, ТБ-3 и несколько неисправных ТБ-1. После окончания боевых действий с Японией в эскадрилью передали несколько японских машин Ki-57.
15 декабря 1947 года, на основании циркуляра НГШ ВМС № 0036 от 7.10.47, 122-я ОТАЭ переформирована в 593-й отдельный транспортный авиационный полк, с дислокацией на аэродроме Южная Угловая и Вторая Речка.

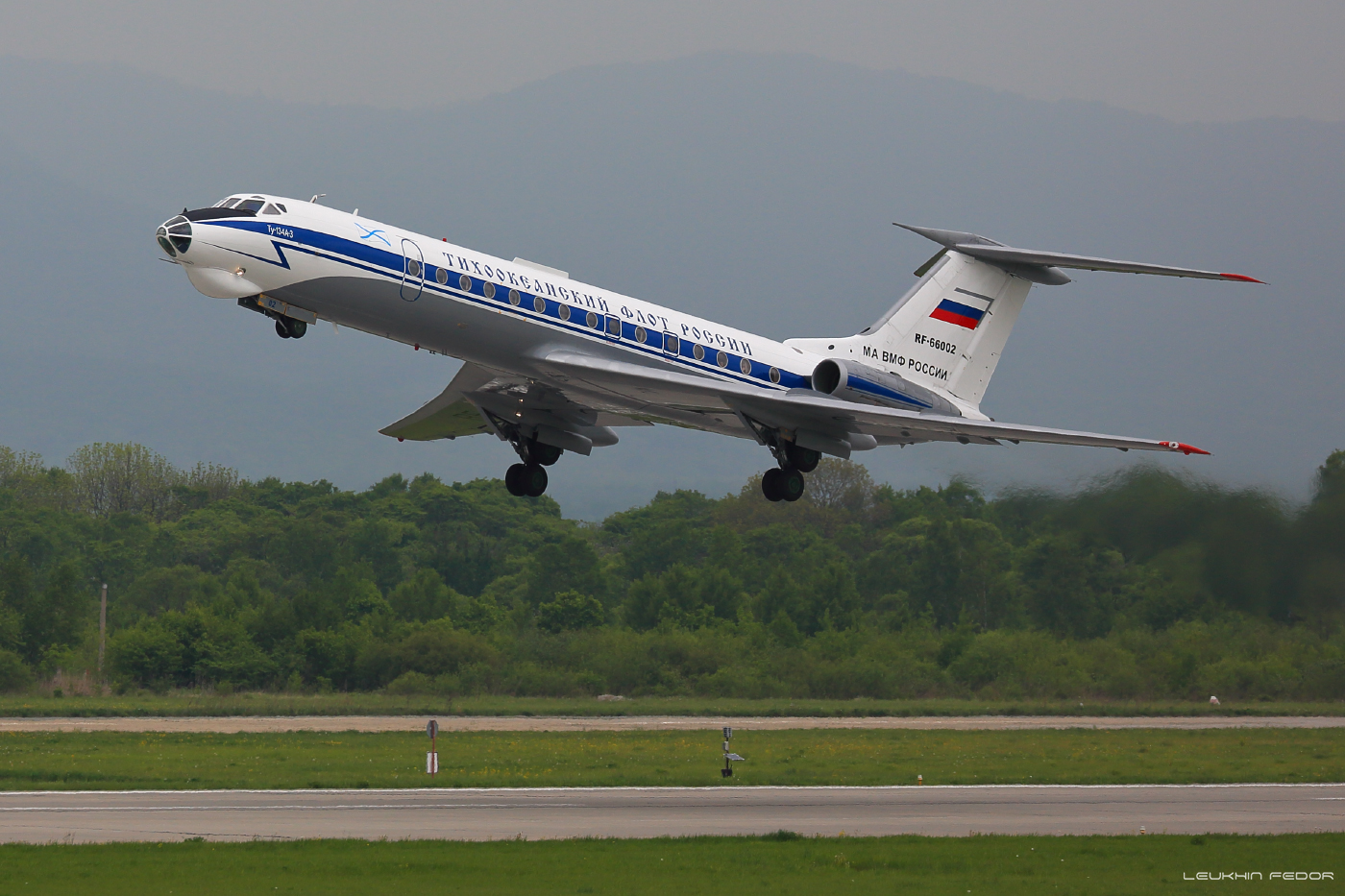
Взлёт самолёта Ту-134 командующего Тихоокеанским флотом, аэродром Кневичи

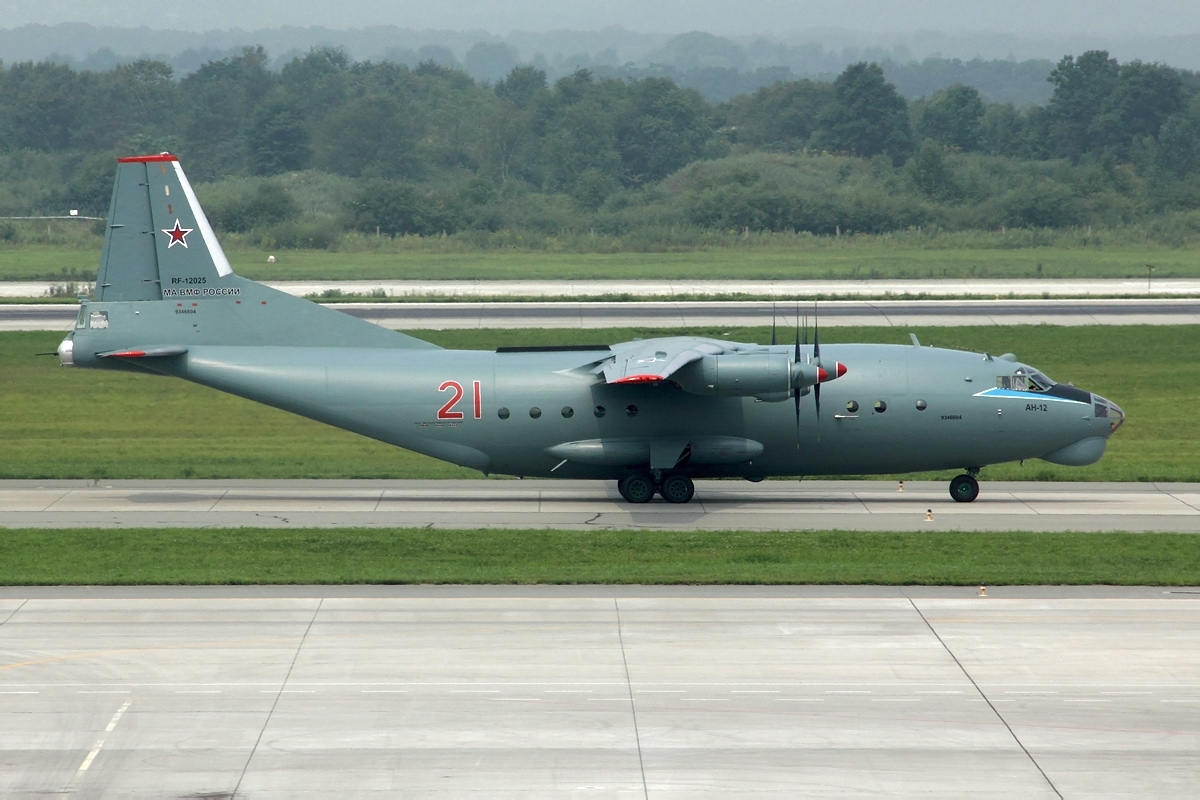
Ан-12 бывшего 593-го транспортного полка на аэродроме Кневичи

В 1949 году полк получает самолёты Ил-12.
В 1954 году в составе полка формируется вертолётный отряд на Ми-4, но уже 15 января 1956 года на базе отряда формируется 122-я отдельная аварийно-спасательная авиационная эскадрилья ВВС ТОФ. В 1956 году поступают самолёты Ил-14 на замену Ил-12.
В 1959 году в составе полка формируется специальная эскадрилья РТР и РЭБ.
В 1960 году полк передислоцирован на аэродром Николаевка.
В 1967 году в полк поступили самолёты Ан-12РР. Экипажи полка начинают выполнять задачи разведки в Японском море.
В 1969 году в полк поступают два самолёта Ан-24.
В 1972 году полк перебазировался на аэродром Западные Кневичи.
С начала 70-х годов экипажи полка получают допуск к полётам на границу. Выполняются полёты по международным трассам в Эфиопию, Сомали, Вьетнам, Пакистан, Йемен, Индию, КНДР, ОАЭ, на Аляску.
В 1976 году поступают самолёты Ан-26.
В 1983 году в полку формируется отряд самолётов Ту-134.
В 1988 году в полк поступили два самолёта Ту-154. Самолёты использовались для пассажирских перевозок из Кневичей в Петропавловск-Камчатский, Москву, Ханой, Камрань, Хошимин. В дальнейшем эти Ту-154 переданы с формируемый 240-й гв. ОСАП 444-го ЦБП и ПЛС (г. Остров Псковская обл, аэр. Веретье).
В 1997 году были списаны последние два разведчика — самолёты Ан-12РР 593-го ОТАП, а сам полк был переформирован в 71-ю отдельную транспортную авиационную эскадрилью, без изменения места дислокации.
В 1999 году в полк переданы два Ан-12ПС с расформированной 355-й ОСАЭ аэр. Каменный Ручей, которые переделаны в транспортные.
Помимо транспортных перевозок, в составе эскадрильи имеется самолёт Ан-26КПА «Стандарт», который задействован на инструментальной проверке и юстировке посадочных систем (облёт РТО) аэродромов, принадлежащих ВВС ТОФ.
Также самолёты эскадрильи периодически привлекаются в интересах пограничников.
В 2009 году на аэродроме Западные Кневичи из 71-й ОТАЭ и частей обеспечения сформирована 7059-я авиабаза ТОФ. Но уже в январе 2010 года 7059-я АвБ была расформирована, а её структуры вошли в состав 7062-й АвБ (Николаевка), в качестве самостоятельного подразделения, без изменения места дислокации. В таком виде эскадрилья существует в настоящее время.

## Происшествия
27 июля 1953 года транспортный самолёт Ил-12, принадлежавший 593-му ОТАП, выполнял плановую перевозку л/с из Порт-Артура во Владивосток. Над территорией Китая самолёт был атакован четвёркой американских истребителей F-86, был подожжён и упал. Погиб экипаж и все пассажиры: военнослужащие 1744-й дальнеразведывательной авиаэскадрильи, 1534-го минно-торпедного авиаполка и 27-й лаборатории авиационной медицины, всего 21 человек. В память об этой трагедии в г. Владивостоке установлен памятник.

## Авиатехника полка
ТБ-1 и ТБ-3, Р-5, Ли-2, Ан-2, Ан-14, Ил-12 и Ил-14, затем Ан-24 и Ан-26, Ан-8 и Ан-12, Ту-134 и Ту-154.